# Watari Kakei
Watari Kakei (掛井亘?, Kakei Watari; ...) è un astronomo giapponese.
Kakei è un prolifico scopritore di asteroidi.

## Asteroidi scoperti
Kakei ha coscoperto 7 asteroidi:
| Asteroide           | Designaz. provv. | Data della scoperta | coscopritori                      |
| ------------------- | ---------------- | ------------------- | --------------------------------- |
| 4094 Aoshima        | 1987 QC          | 26 agosto 1987      | con Minoru Kizawa                 |
| 4948 Hideonishimura | 1988 VF1         | 3 novembre 1988     | con Minoru Kizawa e Takeshi Urata |
| 5508 Gomyou         | 1988 EB          | 9 marzo 1988        | con Minoru Kizawa e Takeshi Urata |
| 5513 Yukio          | 1988 WB          | 27 novembre 1988    | con Minoru Kizawa e Takeshi Urata |
| 5741 Akanemaruta    | 1989 XC          | 2 dicembre 1989     | con Minoru Kizawa e Takeshi Urata |
| 5821 Yukiomaeda     | 1989 VV          | 4 novembre 1989     | con Minoru Kizawa e Takeshi Urata |
| 7574 -              | 1989 WO1         | 20 novembre 1989    | con Minoru Kizawa e Takeshi Urata |